# Bombacha de campo

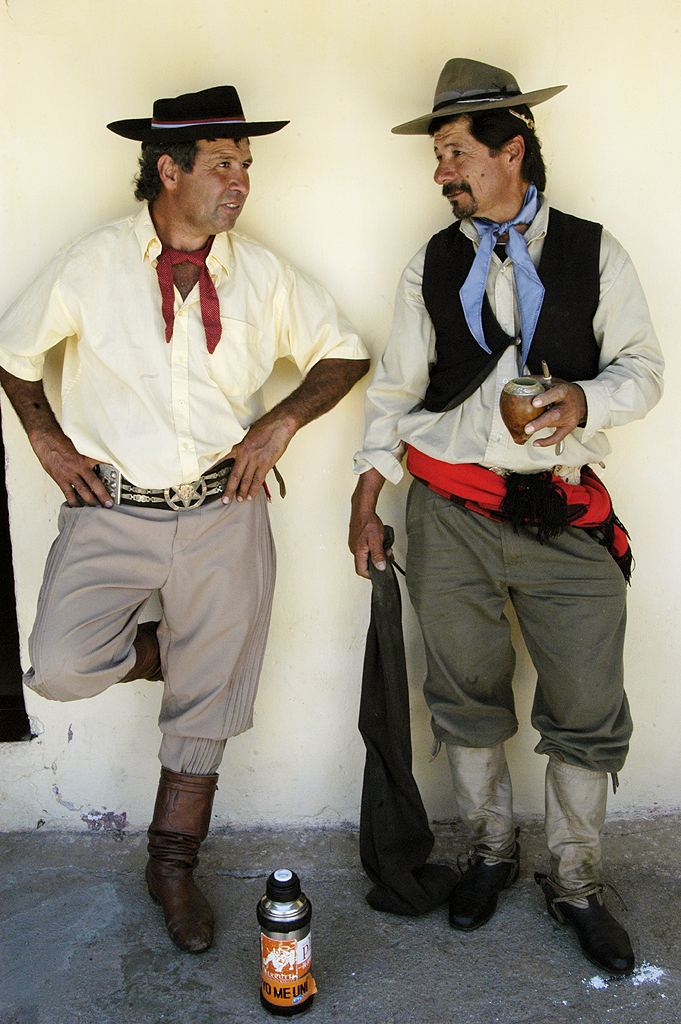
Gauchos vistiendo bombacha

La bombacha de campo es un pantalón ancho y resistente, parte de la vestimenta tradicional de los gauchos que habitan la pampa argentina, uruguaya, río-grandense y la Patagonia tanto chilena como argentina y en los gauchos chapacos y chaqueños de Tarija. También es muy popular en Paraguay.
Aunque las bombachas son ya tradicionales en el Cono Sur, su introducción fue relativamente tardía; llegaron allí de manos de los comerciantes británicos, que las habían copiado de los turcos en ocasión de la Guerra de Crimea. La necesidad de colocar los sobrantes las llevó finalmente a la región del Plata, donde su utilidad para la equitación las hizo populares.
Las bombachas tienen perneras anchas y tableadas, y se cierran junto al tobillo con un botón para facilitar su inserción en las botas. A la cintura las sujetaba un cinturón ancho — En ocasiones festivas se usaba una faja y sobre ella un cinturón llamado tirador ornado de monedas con una hebilla o rastra fabricada muchas veces con metales preciosos (oro y plata). Las bombachas se fabricaban de mezclilla o gabardina.

## Historia
De los 2060 emigrantes que arribaron al puerto de Montevideo durante el Virreinato del Río de la Plata (1776) pocos eran de la región de la maragatería (Astorga). No obstante podemos ver su influencia en la vestimenta de los gauchos, aunque sus bragas negras (bombachos) en esa época llegaban solo hasta la rodilla. En las Islas Baleares (Pollensa) alrededor del siglo XVI los campesinos mallorquines usaban largos calzones de amplio vuelo similares a la bombacha de campo. La migración de mallorquines a Sudamérica tomó relevancia recién en 1880. 
Los vascos arriban a Uruguay durante la presidencia de Rivera en 1834[cita requerida]. En 1835 el pintor francés Fisquet cuenta que se sorprendió al ver a muchos de ellos encadenados y derribando los muros de la ciudad, eran condenados a quienes se les empleaba en tareas públicas, el motivo no haber podido pagar su pasaje. Se les reconocía por sus vestimentas (boinas), pero nada dice de sus pantalones. Por lo tanto, la imagen del vasco lechero con faja, boina y bombacha sería un hábito adquirido por estos pagos. Un cuadro de 1680 referente al juego de pelota en Álava (Provincia vasca) muestra a los pelotaris (jugadores) con el atuendo de la época, y se parece más a un uniforme militar que a la vestimenta requerida para practicarlo.[cita requerida]
Louis-Christophe-Leon Juchault de la Moricière fue un general francés, que en 1841 diseñó el uniforme de estilo oriental y que ha sido conocido en el mundo entero, el que consistía en una chaqueta corta sin cuello, un chaleco sin mangas (gilet); voluminosos pantalones “Zouave” (Argelia). El uniforme distintivo de los zuavos se extendió por las fuerzas armadas de Estados Unidos de América, Estados Pontificios, España, Brasil y el Imperio Otomano. Sirvieron en la mayoría de las campañas militares del ejército francés entre 1830 hasta 1962. Durante la guerra de Crimea obtendrán fama por su participación en varias de las batallas más importantes de este conflicto.[cita requerida] Esta fue la primera vez que los cuatro regimientos de Zuavos participarían en un conflicto fuera del Norte de África. 
Los viajeros ingleses, que cada vez con más frecuencia visitaban estas tierras, se referían en sus escritos al chiripá y a los calzoncillos de los gauchos, como una "vestimenta a la turca"; especie de "anchos pantalones como los que usan los turcos", y otros semejantes Durante los primeros meses de 1841 llegaron 3500 vascos franceses a Uruguay.[cita requerida] Desde las guerras napoleónicas en adelante, Inglaterra fue aumentando su presencia colonialista en tierras del Mediterráneo oriental, norteafricano, europeo y en Asia (incluso la India), ya sus tropas coloniales venían adoptando el uso de aquellos "bombachos" o "pantalones turcos", en 1843 se vendieran "pantalones turcos" en los comercios de Montevideo. 
Cuando menos ellos, como los franceses, los conocían muy bien, eso explica que el 31 de enero de 1842 Bernardina Fragoso de Rivera (esposa de Fructuoso) se encontraba en Arroyo Seco (Montevideo), lo testimonia una carta dirigida al Dr. Fermín Ferreira (médico personal) en 1843, el general Rivera le pide a Bernardina en esa fecha "mándame unos calsones de merino mordore von vachas o como generalmente cedice alo chino, el Gen. medina me ametido en esto y por esta rrazon te dio este petarde, no te olvides de mandarme las vatas"( Sic). Si esta versión es cierta o no resulta difícil saberlo, lo que si es obvio es que esos pantalones "Serouel" ya existían 3 años antes como uniforme del ejército Zuavo y muchos más como indumentaria de los turcos. 
A comienzos de 1843 Montevideo tenía 31,000 habitantes, incluyendo 21,854 inmigrantes, de los cuales 10,000 habían llegado en los últimos cuatro años.[cita requerida] Había 6,376 italianos y 3,000 españoles, 25% de la población era francesa.[cita requerida] Muchos estuvieron en los ejércitos de Cerdeña y en el ejército francés en Crimea y Argelia. ¿Cuantos traían como ropa habitual estos famosos pantalones? Lindolfo Cuestas (18.º Presidente Constitucional del Uruguay), se refería a las bombachas que ya habían aparecido por Montevideo (este dato vuelve verosímil la carta del General Rivera a su mujer) y que no tardarían mucho en popularizarse entre nuestros militares en campaña.
En marzo de 1856, se firma el tratado de Paz que da fin a la Guerra de Crimea, que enfrentó a las fuerzas de aliadas de Gran Bretaña, Francia, Turquía y Cerdeña contra Rusia. Siendo presidente de la Confederación Argentina Justo José de Urquiza, el representante diplomático francés ante el gobierno de Paraná (Arg.), Charles Lefebvre de Bécour informó que su país estaba en condiciones de vender a un precio muy conveniente 100.000 bombachas que habían sido fabricadas para el ejército turco y que como consecuencia de la paz se habían convertido en rezago militar. Urquiza, rápidamente se entusiasmó con la forma de pago, que era el trueque por productos del país, logró la aprobación de la compra por parte del gabinete y se aceptó la oferta de las bombachas originariamente destinadas al ejército turco. 
Imaginémonos lo que significa esta cantidad, con 31 mil habitantes en Montevideo y 90 mil en Buenos Aires había ”bombachas como para repartir” y de hecho así fue. Todas las bombachas fabricadas por los franceses eran del color del uniforme turco, gris ojos de perdiz, de color blanco sucio o isabelino (perla). En 1851 se difunde en forma generalizada, los ponchos que vendían en las pulperías eran fabricados por la industria británica y no por lo telares locales. Tanto la bombacha fabricada en Francia como el Poncho eran importados. 
El escritor Francisco Centeno, (Arg.) relata que siendo niño en octubre de 1867 conoció a Felipe Varela y describe su vestimenta: 

Vestía pantalón-bombacha, chaquetilla militar con alamares y calzaba botas de caballería
Francisco Centeno

La bombachas usadas en aquel entonces era bastante ancha de tres paños similar al uniforme Zouave. 
Para 1880 se instala en Buenos Aires don Juan Etchegaray, apodado el vasco. Levantó una pequeña fábrica de alpargatas, con el tiempo se contacta con su principal abastecedor de lona, la compañía inglesa Douglas Fraser & Sons, para proponerle la posibilidad de producir alpargatas en forma industrial, así nace la Fábrica Argentina de Alpargatas SACI. Posiblemente este haya sido el punto de inflexión donde se separa la “bombacha oriental” y la entrerriana de 3 paños, de la de Buenos Aires, más angosta y de dos paños, el motivo más que seguro el ahorro de tela y la confección, lo que seguramente derivó en un menor precio y mayores ventas.[cita requerida]